# 狼山天祚崖题刻
狼山天祚崖题刻，位于江苏省南通市崇川区狼山，是中华人民共和国江苏省文物保护单位之一。
1995年4月19日，授予江苏省文物保护单位，是一座石刻。